# Sindaci di Scandicci
Di seguito l'elenco cronologico dei sindaci di Scandicci e delle altre figure apicali equivalenti che si sono succedute nel corso della storia.

## Regno d'Italia (1861-1946)
| Sindaci nominati dal governo (1860-1889)                   | Sindaci nominati dal governo (1860-1889) | Sindaci nominati dal governo (1860-1889) | Sindaci nominati dal governo (1860-1889) | Sindaci nominati dal governo (1860-1889) | Sindaci nominati dal governo (1860-1889) |
| Nominativo                                                 | Nominativo                               | Partito                                  | Partito                                  | Mandato                                  | Mandato                                  |
| Nominativo                                                 | Nominativo                               | Partito                                  | Partito                                  | Inizio                                   | Fine                                     |
| ---------------------------------------------------------- | ---------------------------------------- | ---------------------------------------- | ---------------------------------------- | ---------------------------------------- | ---------------------------------------- |
|                                                            | Luigi Mannelli-Galilei                   | Gonfaloniere                             | Gonfaloniere                             | 24 luglio 1865                           | 22 dicembre 1865                         |
|                                                            | Enrico Magherini                         | ?                                        | ?                                        | 22 dicembre 1865                         | 18 dicembre 1869                         |
|                                                            | Giuseppe Nencini                         | ?                                        | ?                                        | 18 dicembre 1869                         | 7 maggio 1870                            |
|                                                            | Raffaello Magherini                      | ?                                        | ?                                        | 7 maggio 1870                            | 17 dicembre 1870                         |
|                                                            | Leopoldo Franeschi                       | ?                                        | ?                                        | 17 dicembre 1870                         | 1871                                     |
|                                                            | Antonio Galletti                         | ?                                        | ?                                        | 4 marzo 1871                             | 1883                                     |
|                                                            | Antonio Galletti                         | ?                                        | ?                                        | 1883                                     | 11 gennaio 1883                          |
|                                                            | Arrighetto Arrighetti                    | ?                                        | ?                                        | 1883                                     | 1886                                     |
|                                                            | Giovanni Da Cepparello-Pasquali          | ?                                        | ?                                        | 1883                                     | 20 marzo 1883                            |
|                                                            | Pietro Torrigiani                        | ?                                        | ?                                        | 20 marzo 1883                            | 1886                                     |
|                                                            | Arrighetto Arrighetti                    | ?                                        | ?                                        | 1886                                     | 1886                                     |
|                                                            | Domenico Salvetti                        | ?                                        | ?                                        | 1886                                     | 30 ottobre 1886                          |
|                                                            | Paolo Gentile Farinola                   | ?                                        | ?                                        | 30 ottobre 1886                          | 1890                                     |
| Sindaci eletti dal Consiglio comunale (1889-1926)          |                                          |                                          |                                          |                                          |                                          |
| Nominativo                                                 | Nominativo                               | Partito                                  | Partito                                  | Mandato                                  | Mandato                                  |
| Nominativo                                                 | Nominativo                               | Partito                                  | Partito                                  | Inizio                                   | Fine                                     |
|                                                            | Carlo Fallani                            | ?                                        | ?                                        | 1890                                     | 11 settembre 1890                        |
|                                                            | Augusto Brichieri-Colombi                | ?                                        | ?                                        | 11 settembre 1890                        | 31 ottobre 1901                          |
|                                                            | Napoleone Passerini                      | ?                                        | ?                                        | 31 ottobre 1901                          | 1901                                     |
|                                                            | Giovanni Turri                           | ?                                        | ?                                        | 1901                                     | 31 ottobre 1901                          |
|                                                            | Roberto Franceschi                       | ?                                        | ?                                        | 31 ottobre 1901                          | 16 marzo 1908                            |
|                                                            | Guido del Beccaro                        | ?                                        | ?                                        | 16 marzo 1908                            | 24 novembre 1909                         |
|                                                            | Roberto Franceschi                       | ?                                        | ?                                        | 24 novembre 1909                         | 24 agosto 1911                           |
|                                                            | Napoleone Passerini                      | ?                                        | ?                                        | 24 agosto 1911                           | 17 settembre 1919                        |
|                                                            | Mario Augusto Martini                    |                                          | Partito Popolare Italiano                | 15 maggio 1912                           | 17 settembre 1919                        |
|                                                            | Paolo Baccani                            | ?                                        | ?                                        | 17 settembre 1919                        | 31 marzo 1920                            |
|                                                            | Battista Fedi                            | ?                                        | ?                                        | 31 marzo 1920                            | 24 ottobre 1920                          |
|                                                            | Silvio Cicianesi                         | ?                                        | ?                                        | 24 ottobre 1920                          | 3 marzo 1921                             |
|                                                            | Osvaldo Boeri                            | ?                                        | ?                                        | 3 marzo 1921                             | 6 aprile 1921                            |
|                                                            | Niccolò Solari                           | ?                                        | ?                                        | 6 aprile 1921                            | 9 settembre 1922                         |
|                                                            | Giacomo Ungania                          | ?                                        | ?                                        | 9 settembre 1922                         | 22 aprile 1923                           |
|                                                            | Francesco Pilacci                        | ?                                        | ?                                        | 22 aprile 1923                           | 3 aprile 1927                            |
| Podestà nominati dal governo (1926-1945)                   |                                          |                                          |                                          |                                          |                                          |
| Nominativo                                                 | Nominativo                               | Partito                                  | Partito                                  | Mandato                                  | Mandato                                  |
| Nominativo                                                 | Nominativo                               | Partito                                  | Partito                                  | Inizio                                   | Fine                                     |
|                                                            | Luigi Mazzucchelli                       |                                          | Partito Nazionale Fascista               | 3 aprile 1927                            | 21 maggio 1929                           |
|                                                            | Niccolò Antinori                         |                                          | Partito Nazionale Fascista               | 21 maggio 1929                           | 16 maggio 1933                           |
|                                                            | Remo Fantechi                            |                                          | Partito Nazionale Fascista               | 16 maggio 1933                           | 18 novembre 1937                         |
|                                                            | Alberto de Renzi                         | Commissario prefettizio                  | Commissario prefettizio                  | 18 novembre 1937                         | 15 dicembre 1943                         |
|                                                            | Urbano Cioni                             | Commissario prefettizio                  | Commissario prefettizio                  | 15 dicembre 1943                         | 4 agosto 1944                            |
| Sindaci del periodo costituzionale transitorio (1945-1946) |                                          |                                          |                                          |                                          |                                          |
| Nominativo                                                 | Nominativo                               | Partito                                  | Partito                                  | Mandato                                  | Mandato                                  |
| Nominativo                                                 | Nominativo                               | Partito                                  | Partito                                  | Inizio                                   | Fine                                     |
|                                                            | Gino Frosali                             | ?                                        | ?                                        | 4 agosto 1944                            | 1946                                     |

## Repubblica italiana (dal 1946)
| Sindaci eletti dal Consiglio comunale (1946-1995)    | Sindaci eletti dal Consiglio comunale (1946-1995) | Sindaci eletti dal Consiglio comunale (1946-1995) | Sindaci eletti dal Consiglio comunale (1946-1995) | Sindaci eletti dal Consiglio comunale (1946-1995) | Sindaci eletti dal Consiglio comunale (1946-1995) | Sindaci eletti dal Consiglio comunale (1946-1995) |
| Nominativo                                           | Nominativo                                        | Partito                                           | Partito                                           | Mandato                                           | Mandato                                           | Elezione                                          |
| Nominativo                                           | Nominativo                                        | Partito                                           | Partito                                           | Inizio                                            | Fine                                              | Elezione                                          |
| ---------------------------------------------------- | ------------------------------------------------- | ------------------------------------------------- | ------------------------------------------------- | ------------------------------------------------- | ------------------------------------------------- | ------------------------------------------------- |
|                                                      | Gino Frosali                                      |                                                   | Partito Comunista Italiano                        | 31 marzo 1946                                     | 20 aprile 1947                                    | 1946                                              |
|                                                      | Roberto Martini                                   |                                                   | Partito Comunista Italiano                        | 20 aprile 1947                                    | 24 giugno 1951                                    | 1946                                              |
|                                                      | Eleonora Benveduti                                |                                                   | Partito Comunista Italiano                        | 24 giugno 1951                                    | 1956                                              | 1951                                              |
| 1956                                                 | Eleonora Benveduti                                | 11 dicembre 1960                                  | Partito Comunista Italiano                        | 1956                                              |                                                   |                                                   |
|                                                      | Rutilio Reali                                     |                                                   | Partito Comunista Italiano                        | 11 dicembre 1960                                  | 24 gennaio 1965                                   | 1960                                              |
|                                                      | Orazio Barbieri                                   |                                                   | Partito Comunista Italiano                        | 24 gennaio 1965                                   | 1970                                              | 1964                                              |
| 1970                                                 | Orazio Barbieri                                   | 22 luglio 1975                                    | Partito Comunista Italiano                        | 1970                                              |                                                   |                                                   |
|                                                      | Renzo Pagliai                                     |                                                   | Partito Comunista Italiano                        | 22 luglio 1975                                    | 8 maggio 1979                                     | 1975                                              |
|                                                      | Alberto Turchi                                    |                                                   | Partito Comunista Italiano                        | 8 maggio 1979                                     | 22 luglio 1980                                    | 1975                                              |
|                                                      | Mila Pieralli                                     |                                                   | Partito Comunista Italiano                        | 22 luglio 1980                                    | 1985                                              | 1980                                              |
| 1985                                                 | Mila Pieralli                                     | 20 luglio 1990                                    | Partito Comunista Italiano                        | 1985                                              |                                                   |                                                   |
|                                                      | Giovanni Bechelli                                 |                                                   | Partito Comunista Italiano (1990-91)              | 20 luglio 1990                                    | 25 aprile 1995                                    | 1990                                              |
|                                                      | Giovanni Bechelli                                 | Partito Democratico della Sinistra (1991-95)      |                                                   | 20 luglio 1990                                    | 25 aprile 1995                                    | 1990                                              |
| Sindaci eletti direttamente dai cittadini (dal 1995) |                                                   |                                                   |                                                   |                                                   |                                                   |                                                   |
| Nominativo                                           | Nominativo                                        | Partito                                           | Partito                                           | Mandato                                           | Mandato                                           | Elezione                                          |
| Nominativo                                           | Nominativo                                        | Partito                                           | Partito                                           | Inizio                                            | Fine                                              | Elezione                                          |
|                                                      | Giovanni Doddoli                                  |                                                   | Partito Democratico della Sinistra                | 25 aprile 1995                                    | 14 giugno 1999                                    | 1995                                              |
|                                                      | Giovanni Doddoli                                  | Democratici di Sinistra                           | 14 giugno 1999                                    | 17 giugno 2004                                    | 1999                                              |                                                   |
|                                                      | Simone Gheri                                      |                                                   | Democratici di Sinistra                           | 17 giugno 2004                                    | 8 giugno 2009                                     | 2004                                              |
|                                                      | Simone Gheri                                      | Partito Democratico                               | 8 giugno 2009                                     | 26 maggio 2014                                    | 2009                                              |                                                   |
|                                                      | Sandro Fallani                                    |                                                   | Partito Democratico                               | 26 maggio 2014                                    | 27 maggio 2019                                    | 2014                                              |
| 27 maggio 2019                                       | Sandro Fallani                                    | 11 giugno 2024                                    | Partito Democratico                               | 2019                                              |                                                   |                                                   |
|                                                      | Claudia Sereni                                    |                                                   | Partito Democratico                               | 11 giugno 2024                                    | in carica                                         | 2024                                              |